# COVID-19 в Антарктике
С начала пандемии COVID-19 и до 10 декабря 2020 года Антарктида в связи со своей удалённостью от других континентов и отсутствием постоянного населения оставалась единственным континентом, где не было зафиксировано ни одного случая заражения вирусом SARS-CoV-2.

## Меры предосторожности и влияние на научные исследования
В большинстве стран участники антарктических экспедиций предварительно должны находиться на самоизоляции и проходить тесты на COVID-19. На австралийских и немецких станциях имеются респираторы, информация о наличии их на станциях других стран отсутствует. Меры предосторожности приняла Британская антарктическая служба.
В связи с пандемией COVID-19, а также связанной с ней приостановкой транспортного сообщения периодически возникают затруднения с возвращением сотрудников со станций и отправкой туда новых экспедиций.

## Хронология
21 декабря 2020 года были официально подтверждены первые случаи заражения SARS-CoV-2 в Антарктиде. Положительные тесты на COVID-19 выявлены у всех сотрудников чилийской полярной станции Хенераль-Бернардо-О’Хиггинс (на северной оконечности Антарктического полуострова), в том числе у 26 военных и 10 гражданских, занимавшихся здесь ремонтными работами. После появления симптомов заболевания у некоторых полярников весь персонал станции был эвакуирован, а в помещениях проведена тотальная дезинфекция. Наиболее вероятно, что полярники заразились коронавирусом от экипажа военного корабля ВВС Чили «Сержант Альдеа», посещавшего станцию в период с 27 ноября по 10 декабря. Позже на судне было зафиксировано три случая инфицирования, весь экипаж из 208 человек был отправлен на карантин. Больных направили на лечение в Пунта-Аренас и Талькауано, болезнь проходила в лёгкой и средней форме.